# Galipea jasminiflora
Galipea jasminiflora là một loài thực vật có hoa trong họ Cửu lý hương. Loài này được (A.St.-Hil.) Engl. mô tả khoa học đầu tiên năm 1874.